# Cyanogryllacris grassii
Cyanogryllacris grassii är en insektsart som först beskrevs av Griffini 1912.  Cyanogryllacris grassii ingår i släktet Cyanogryllacris och familjen Gryllacrididae. Inga underarter finns listade i Catalogue of Life.